# GameCrazy
GameCrazy був роздрібним продавцем відеоігор із Вілсонвілля, штат Орегон. Вона була дочірнім підприємством Movie Gallery. 
GameCrazy та його материнська компанія Movie Gallery подали заяву про банкрутство у травні 2010 року.

## Історія
У 1999 році, щоб конкурувати на зростаючому ринку відеоігор, Hollywood Entertainment запустила концепцію store-within-a-store під назвою GameCrazy. Через нього можна було купувати, продавати та обмінювати відеоігри, системи та аксесуари в магазинах Hollywood Video. Кожне відповідне місце пропонує відеоігри для всіх платформ "наступного покоління" як у нових, так і у використаних умовах. Вибрані місця, де пропонуються продукти для старих систем, таких як NES та Sega Genesis. GameCrazy дозволив клієнтам грати певну назву, нову або вживану, перед покупкою. Ця опція "спробуй перед покупкою" була основною політикою GameCrazy. 
Movie Gallery започаткувала подібну ініціативу «store-within-a-store» під назвою «Game Zone». Ці магазини були розроблені та впроваджені для використання в місцях Movie Gallery, тоді як GameCrazy зазвичай використовувався в магазинах Hollywood Video. У той час як багато місць експлуатували ці території як повністю окремі бренди (тобто обидві Game Zone / GameCrazy працювали з відокремленим персоналом та керівництвом), інші працювали за допомогою єдиного уніфікованого персоналу. 
Станом на 31 грудня 2006 року було 634 локації GameCrazy, які, як правило, розташовувалися в одній будівлі з Hollywood Video. Будівництво автономних "концептуальних магазинів" тривало на момент закриття мережі, останній був відкритий у Лас-Вегасі, штат Невада. GameCrazy внесла 13% до доходу Movie Gallery за 2006 рік, причому 70% її доходу надходить від нового та вживаного програмного забезпечення та 30% від нових та вживаних апаратних продуктів. 
GameCrazy конкурувала з іншими спеціалізованими роздрібними магазинами відеоігор, такими як GameStop та швидкозростаючою франшизою відеоігор, Play N Trade, а також з великими роздрібними магазинами, такими як Target, Walmart та Best Buy. 

## Занепад
У жовтні 2007 року Movie Gallery подала клопотання про захист від банкрутства глави 11 відповідно до кодексу США про банкрутство. Через ці проблеми ціна акції впала нижче 1 дол. США за акцію і більше не котирувалася на фондовій біржі NASDAQ у листопаді 2007 року.
28 вересня 2009 року Movie Gallery оголосила про закриття 200 зі своїх 680 магазинів до кінця жовтня 2009 року через фінансові проблеми, що виникли через невдалі відеомагазини.
Ціна акцій Movie Gallery знизилася з 1,25 долара США у жовтні 2009 року до 0,05 долара у грудні 2009 року. В результаті компанія найняла реструктуризаційну фірму Moelis & Company, надавши їй 60-денний пільговий період для ведення переговорів з кредиторами та орендодавцями. 
2010 року було оголошено, що всі магазини U.S. Hollywood Video, Movie Gallery, and GameCrazy подадуть заяву про банкрутство 7 у травні 2010 року та припинять діяльність. Аналітики взагалі вважають, що збитковість Movie Gallery та Hollywood Video, спричинена конкуренцією з боку Blockbuster Inc. та інтернет-магазинів, таких як Netflix та Redbox, була одним із головних факторів у рішенні компанії закрити роздрібну мережу.
Станом на 15 грудня 2011 року сайт GameCrazy.com був відновлений як ігровий блог, але з кінця жовтня 2014 року припинив оновлення.

## Зберігання інформації
Як спеціалізований магазин відеоігор, GameCrazy займався переважно новими та вживаними продуктами, пов’язаними з відеоіграми, такими як консолі, аксесуари та ігри. Винагорода за торгівлю відеоіграми та аксесуарами надавалася у вигляді готівки або кредиту в магазині. 
GameCrazy запровадила функцію "Список бажань" та "Спеціальне замовлення", що дозволило геймеру придбати продукти, які зазвичай продаються дуже швидко. Список побажань повідомив персонал після того, як потрібний товар був проданий, позначивши цей конкретний товар у Системі торгових точок (POS). Для негайних дій може бути зроблено спеціальне замовлення, куди потрібний товар був доставлений з найближчого GameCrazy до місцевого магазину споживача.